# Phân họ Mèo
Phân họ Mèo (Felinae) là một phân họ của Họ Mèo bao gồm những loài mèo có thể làm tiếng rừ rừ nhưng không thể gầm. Hầu hết các loài trong phân bộ này có kích thước nhỏ đến trung bình, mặc dù có một vài loài lớn hơn như báo sư tử và báo săn. Loài tồn tại sớm nhất trong phân họ này được ghi nhận là Felis attica từ thời kỳ cuối của thời Miocene, cách nay 9 triệu năm, ở phía tây Á-Âu.

## Chi
| - Chi Acinonyx Brookes, 1828 - Acinonyx aicha Geraads, 1997 † - Acinonyx intermedius Thenius, 1954 † - Acinonyx jubatus Schreber, 1775 – cheetah - Acinonyx pardinensis Croizet e Joubert, 1928 † – giant cheetah - Chi Caracal Gray, 1843 - Caracal caracal Schreber, 1776 – caracal - Chi Catopuma Severtzov, 1858 - Catopuma badia Gray, 1874 – bay cat - Catopuma temminckii Vigors & Horsfield, 1827 – Asian golden cat - Chi Felis Linnaeus, 1758 - Felis attica Wagner, 1857 † - Felis bieti Milne-Edwards, 1892 – Chinese mountain cat - Felis catus Linnaeus, 1758 – domestic cat - Felis chaus Schreber, 1777 – jungle cat - Felis lunensis Martelli, 1906 † – Martelli's cat - Felis margarita Loche, 1858 – sand cat - Felis nigripes Burchell, 1824 – black-footed cat - Felis silvestris Schreber, 1775 – wildcat - Chi Leopardus Gray, 1842 - Leopardus braccatus Cope, 1889 – pantanal cat - Leopardus colocolo Molina, 1782 – colocolo - Leopardus geoffroyi d'Orbigny & Gervais, 1844 – Geoffroy's cat - Leopardus guigna Molina, 1782 – kodkod - Leopardus jacobitus Cornalia, 1865 – Andean mountain cat - Leopardus pajeros Desmarest, 1816 – pampas cat - Leopardus pardalis Linnaeus, 1758 – ocelot - Leopardus tigrinus Schreber, 1775 – oncilla - Leopardus wiedii Schinz, 1821 – margay | - Chi Leptailurus Severtzov, 1858 - Leptailurus serval Schreber, 1776 – serval - Chi Lynx Kerr, 1792 - Lynx canadensis Kerr, 1792 – Canadian lynx - Lynx lynx Linnaeus, 1758 – Eurasian lynx - Lynx pardinus Temminck, 1827 – Iberian lynx - Lynx rufus Schreber, 1777 – bobcat - Chi †Miracinonyx - †Miracinonyx trumani - †Miracinonyx inexpectatus - †Miracinonyx studeri - Chi Otocolobus - Otocolobus manul Pallas, 1776 – Pallas's cat - Chi Pardofelis Severtzov, 1858 - Pardofelis marmorata Martin, 1837 – marbled cat - Chi Prionailurus Severtzov, 1858 - Prionailurus bengalensis Kerr, 1792 – leopard cat - Prionailurus iriomotensis Imaizumi, 1967 – Iriomote cat - Prionailurus planiceps Vigors & Horsfield, 1827 – flat-headed cat - Prionailurus rubiginosus Geoffroy Saint-Hilaire, 1831 – rusty-spotted cat - Prionailurus viverrinus Bennett, 1833 – fishing cat - Chi Profelis Severtzov, 1858 - Profelis aurata Temminck, 1827 – African golden cat - Chi Puma Jardine, 1834 - Puma concolor Linnaeus, 1771 – cougar - Puma yagouaroundi Geoffroy, 1803 – jaguarundi - Puma pardoides Owen,1846 - Eurasian puma |